# Сальдівія
Сальді́вія (ісп. Zaldivia), або Сальдібія (баск. Zaldibia) — муніципалітет в Іспанії, у складі автономної спільноти Країна Басків, у провінції Гіпускоа. Населення — 1525 осіб (2009).

## Назва
- Сальдівія (ісп. Zaldivia) — іспанська назва.
- Сальдібія (баск. Zaldibia) — баскська назва.

## Географія
Муніципалітет розташований на відстані близько 320 км на північний схід від Мадрида, 34 км на південний захід від Сан-Себастьяна.

## Демографія
Динаміка населення (INE ):

## Персоналії
- Анхель Сукія-Гойкоечеа (1916—2006) — кардинал, архієпископ Мадридський.

## Галерея

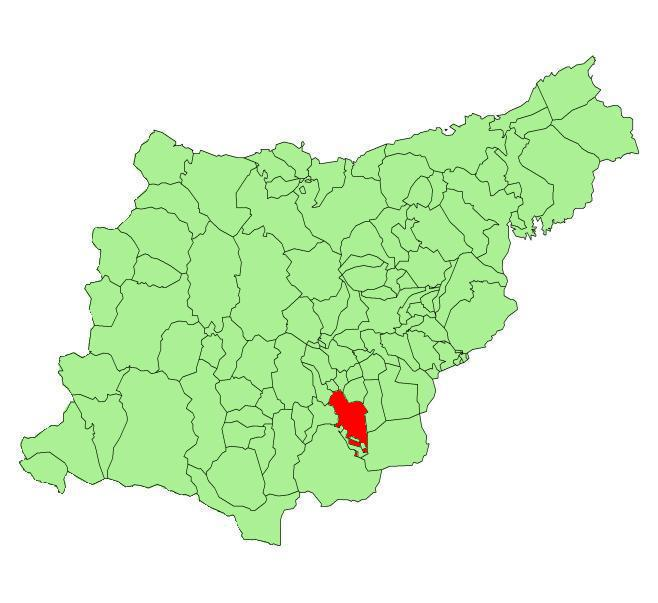
Розташування муніципалітету